# Partij van de Nationalistische Beweging
De Partij van de Nationalistische Beweging (Turks: Milliyetçi Hareket Partisi, MHP) of Nationalistische Actiepartij is een rechts-nationalistische politieke partij in Turkije. In het Westen staat de MHP bekend als een Turkse extreemrechtse partij.
De aanhangers van het gedachtegoed van de MHP worden veelal 'Grijze Wolven' (Turks: bozkurtlar) of de 'Idealisten' (Turks: ülkücüler) genoemd. De Grijze Wolven en de Idealisten worden ook wel als losstaande ultranationalistische bewegingen gezien, die met de MHP in het Turks politiek bestel zijn geïnstitutionaliseerd of eraan gelieerd zijn.

## Geschiedenis
De partij werd in 1969 opgericht door Alparslan Türkeş. Hij was tot zijn dood in 1997 de onbetwiste leider van de partij. Uitgangspunten van de partij zijn de superioriteit van de Turkse etniciteit en de vereniging van alle Turkstalige volkeren. De huidige partijleider is Devlet Bahçeli. Het teken van de MHP is een grijze wolf die wordt gemaakt door de middelvinger en de ringvinger op de duim te zetten, terwijl de pink en wijsvinger gestrekt zijn. De vlag van de MHP zijn drie witte sikkelmanen op een rood achtergrond, oftewel de oud-Ottomaanse vlag.
Alparslan Türkeş en zijn MHP werd vaak beschuldigd wegens "nationaalsocialistische ideeën" gedurende zijn leven; getuige de volgende rechtszaken:
- 3 mei 1944: 'het aanhangen van een racistische en Pan-Turkistische ideologie' (vrijgesproken na 9 maanden en 10 dagen te hebben vastgezeten in een militaire gevangenis in Turkije)

- 13 oktober 1960: 'een nationaalsocialistisch systeem willen invoeren in Turkije' (uit zijn functie in de top van de legerleiding gezet, met vervroegd pensioen gestuurd en tevens verbannen naar India voor 25 maanden)

- 12 september 1980: MHP wordt opgeheven/verboden wegens "nationaalsocialistische werkzaamheden" en de partijvoorzitter Alparslan Türkeş wordt veroordeeld tot 4,5 jaar cel. De eis was echter de doodstraf. Toen Alparslan Türkeş vrij kwam op 9 april 1985 kreeg hij ook nog een politiek verbod, dat echter later in 1987 weer teruggedraaid zou worden waarna Alparslan Türkeş in 1987 (na 7 jaar afwezigheid) weer partijvoorzitter zou worden.

### Bahçeli-periode

#### Oppositie
Bij de parlementsverkiezingen op 3 november 2002 won de partij 8,3% van de stemmen, daarmee behaalde de partij geen zetels in het parlement omdat de verplichte grens van 10% niet werd behaald. Bij de parlementsverkiezing op 22 juli 2007 won de partij 14,27% van de stemmen. Ze kregen alsnog 71 zetels in het parlement en voegden zich bij de oppositie tegen de absolute meerderheid van de Partij voor Rechtvaardigheid en Ontwikkeling in het parlement. De partij verloor 18 zetels bij de parlementsverkiezingen in 2011. 
Bij de parlementsverkiezingen op 7 juni 2015 behaalde de partij de op een na hoogste resultaten. Er werden maar liefst 80 zetels binnengehaald met 16,29% van de stemmen. Het mocht echter niet lang duren, omdat coalitiebesprekingen vastliepen en er op 1 november 2015 vervroegde verkiezingen werden uitgeschreven. Daarbij moest de partij de helft van haar zetels in het parlement opgeven.

#### Alliantie
Na de staatsgreeppoging in Turkije in 2016 maakte leider Bahçeli bekend voortaan de regerende Partij voor Rechtvaardigheid en Ontwikkeling van president Recep Tayyip Erdoğan te steunen. De twee partijen vormden de Nationale Alliantie en MHP steunde een referendum voor een nieuwe grondwet die de president meer macht zou toekennen. Bij de Turkse presidentsverkiezingen in 2018 maakte MHP bekend geen eigen kandidaat te leveren en Erdoğan te steunen.
Bij de gelijktijdige parlementsverkiezingen wist de Partij voor Rechtvaardigheid en Ontwikkeling nipt geen meerderheid te behalen in het parlement, maar kreeg alsnog een meerderheid dankzij de MHP, die 49 zetels behaalde. MHP liet weten geen coalitie te willen vormen en enkel de regering van Erdoğan te willen steunen.

## Totalitair karakter
De MHP wordt vaak verweten een ultranationalistische of fascistische ideologie te koesteren en de rechten van minderheden te willen beknotten. Zo worden vele voorstellen ten gunste van minderheden door de MHP in het parlement tegengehouden. Zo stemde medio 2008 de MHP nog tegen een wetsvoorstel die een tv-zender in het Koerdisch mogelijk zou moeten maken. Het argument van de MHP daarbij was dat het aanmoedigen van de talen van de minderheden in Turkije de eenheid van de bevolking zou ondermijnen.

## Organisatie in West-Europa
In West-Europa zijn diverse verenigingen aan de MHP gelieerd:
- In Duitsland bestaat de Föderation der Türkisch-Demokratischen Idealistenvereine in Deutschland (Almanya Demokratik Ülkücü Türk Dernekleri Federasyonu), die door de Duitse Verfassungsschutz gemonitord wordt.[22]
- In Nederland is in 1995 de Turkse Federatie Nederland (Hollanda Türk Federasyon) opgericht, die eveneens aan de MHP gelieerd is.[23] Deze organisatie wordt gemonitord door de AIVD.[24]